# Église Saint-Joseph de Pontivy
L'église Saint-Joseph est une église catholique située rue Nationale, à Pontivy, en France.

## Localisation
L'église est située dans le nord du département français du Morbihan, sur la commune de Pontivy.

## Historique
L'église est construite entre 1863 et 1867 grâce à des crédits impériaux à la suite de la visite de Napoléon III à Pontivy (alors nommé Napoléonville).
Les façades et les toitures de l'église Saint-Joseph font l’objet d’une inscription au titre des monuments historiques depuis le 5 décembre 1985.

## Description

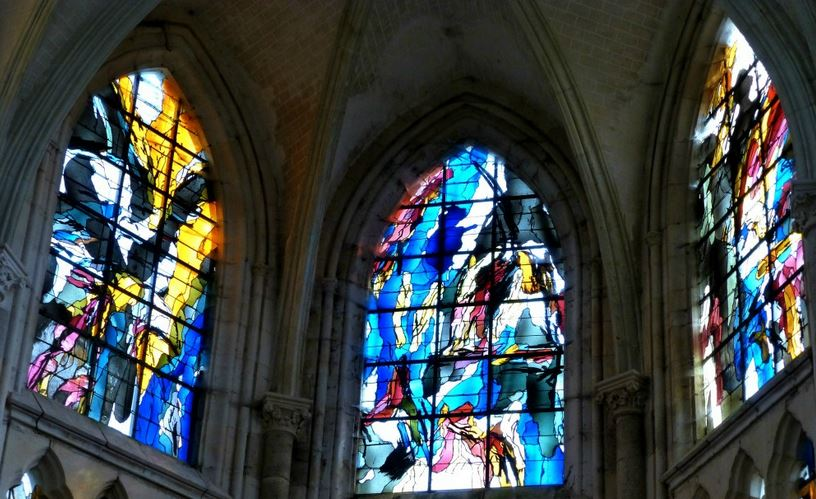
Vitraux de l'église.

L'église présente un clocher-porche ayant mis en œuvre le granite à gros grain en grand appareil, agrémenté de colonnettes monolithes, granit issue du batholite de Pontivy.